# Sirîkiv, Varva
Sirîkiv (în ucraineană Сіриків) este un sat în comuna Bohdanî din raionul Varva, regiunea Cernihiv, Ucraina.

## Demografie
Componența lingvistică a localității Sirîkiv
     Ucraineană (100%)
Conform recensământului din 2001, toată populația localității Sirîkiv era vorbitoare de ucraineană (100%).